# Лична карта Босне и Херцеговине
Лична карта Босне и Херцеговине је лична карта која се издаје држављанима Босне и Херцеговине са пребивалиштем у БиХ и обавезна је за све пунолетне држављане БиХ са пребивалиштем у Босни и Херцеговини.

## Издавање личне карте и рок важења
Свака особа са најмање 15 година живота имају право да им се изда лична карта, док су старији од 18 година у обавези да поседују важећу личну карту и да поднесу захтев за издавање личне карте најкасније 60 дана од навршења 18те године или 60 дана од сталног настаљења у Босни и Херцеговини.
Лична карта се издаје на рок важења од 10 година за особе са 18 година и више, на 2 године године за особе старости од 15 до 18 година, а за старије од 60 година трајно.
Личну карту издаје Министарство унутрашњих послова Републике Српске, кантонална министарства унутрашњих послова Федерације Босне и Херцеговине и надлежни орган у Брчко Дистрикту који делује као државна институција у месту пребивалишту држављана, односно у месту боравишта за расељене особе.

## Образац личне карте
Образац личне карте јединствен за читаву Босну и Херцеговину се почео издавати 2003. године.
Наслов и називи појединих поља у личној карти пишу се на босанском, хрватском, српском и енглеском језику. Подаци се уписују латиничним и ћириличним писмом одвојено косом цртом (/). Лична карта има машиски читљиве подаке пребачене у енглески алфабет по прописаном стандарду и електронски медијски елемент.
На личну карту се уписују следећи подаци:
- Име и презиме
- Датум и место рођења
- Пол
- Серијски број
- Датум издавања и истека
- Држављанство (Босне и Херцеговине)
- Јединствени матични број
- Надлежни орган
- Крвна група (опционо, на лични захтев и на основу утврђеног налазом овлашћене здравствене установе)
- Напомена (ако постоје)
- Ентитетско држављанство (опционо, на лични захтев или или када је то неопходно за спровољење Изборног закона Босне и Херцеговине)
- Баркод
- Машински читљива зона